# Maria Cavaco Silva
Maria Alves da Silva Cavaco Silva (ur. 19 marca 1938 w São Bartolomeu de Messines w Silves) – portugalska filolog, nauczycielka akademicka, pierwsza dama Portugalii (2006–2016), żona prezydenta Aníbala Cavaco Silvy.

## Życiorys
W 1960 ukończyła studia z zakresu filologii niemieckiej na Uniwersytecie w Lizbonie. Jest także  absolwentką nauk pedagogicznych tej samej uczelni. Od 1960 pracowała jako nauczycielka w szkołach średnich.
Podczas wakacji w Algarve poznała swojego przyszłego męża, pobrali się 20 października 1963, mają dwoje dzieci. Wkrótce Maria Cavaco Silva wyjechała do Mozambiku, gdzie Aníbal Cavaco Silva służył jako wojskowy w czasie wojny kolonialnej. Tam pracowała jako nauczycielka języków w Lourenço Marques. W latach 1971–1974 para mieszkała w Anglii, po czym powrócili do Portugalii. W 1977 Maria Cavaco Silva została wykładowcą na Universidade Católica Portuguesa w Lizbonie, pracowała tam także w latach 80. i 90., również w okresie, gdy jej mąż pełnił funkcję premiera.
22 stycznia 2006 Aníbal Cavaco Silva wygrał w pierwszej turze wybory prezydenckie, urząd objął 9 marca 2006, na skutek czego Maria Cavaco Silva została pierwszą damą Portugalii. 23 stycznia 2011 jej mąż w kolejnych wyborach również w pierwszej turze uzyskał reelekcję.

## Odznaczenia
Chronologicznie:
- 2007 – Krzyż Wielki Orderu Witolda Wielkiego (Litwa)
- 2008 – Krzyż Wielki Orderu Krzyża Południa (Brazylia)
- 2008 – Krzyż Wielki Orderu Gwiazdy Polarnej (Szwecja)
- 2008 – Krzyż Wielki Orderu Odrodzenia Polski (Polska)[4][5][6]
- 2008 – Krzyż Wielki Orderu Zasługi (Norwegia)
- 2008 – Xirka Ġieħ ir-Repubblika (Malta)
- 2009 – Krzyż Wielki Orderu Zasługi RFN (Niemcy)
- 2009 – Wielka Wstęga Orderu Odrodzenia (Jordania)
- 2009 – Krzyż Wielki Odznaki Honorowej za Zasługi dla Republiki Austrii (Austria)
- 2009 – Krzyż Wielki Orderu Izabeli Katolickiej (Hiszpania)
- 2009 – Łańcuch Orderu Zasługi (Katar)
- 2009 – Krzyż Wielki Klasy Specjalnej Orderu Odrodzenia (Jordania)
- 2010 – Krzyż Wielki Orderu Świętego Grzegorza Wielkiego (Watykan)
- 2010 – Krzyż Wielki Orderu Adolfa de Nassau (Luksemburg)
- 2010 – Krzyż Wielki Orderu Bernardo O’Higginsa (Chile)
- 2010 – Krzyż Wielki Orderu Pro Merito Melitensi (Zakon Maltański)
- 2012 – Krzyż Wielki Orderu Zasługi RP (Polska)[7]
- 2012 – Krzyż Wielki Orderu Zasługi (Kolumbia)
- 2013 – Krzyż Wielki Orderu Manuela Amadora Guerrero (Panama)
- 2014 – Wstęga Klasy Specjalnej Orderu Orła Azteckiego (Meksyk)